# MPEG-2
No se debe confundir con MPEG-1 Audio Capa 2

MPEG-2 se utiliza en la difusión de vídeo digital y discos versátiles digitales. El Transport Stream (TS) y Program Stream (PS) son formatos de contenedores digitales.

MPEG-2 es el acrónimo en inglés de Moving Picture Experts Group 2, y es la designación para un grupo de estándares de codificación de audio y vídeo acordado por MPEG (grupo de expertos en imágenes en movimiento), y publicados como estándar ISO 13818. 
MPEG-2 es por lo general usado para codificar audio y vídeo para señales de transmisión, que incluyen Televisión digital terrestre, por satélite o cable. MPEG-2. Con algunas modificaciones, es también el formato de codificación usado por los discos SVCD y DVD comerciales de películas.
MPEG-2 es similar a MPEG-1, pero también proporciona soporte para vídeo  entrelazado (el formato utilizado por las televisiones.) MPEG-2 vídeo no está optimizado para bajas tasas de bits (menores que 1 Mbit/s), pero supera en desempeño a MPEG-1 a 3 Mbit/s y superiores.
MPEG-2 introduce y define Flujos de Transporte, los cuales son diseñados para transportar vídeo y audio digital a través de medios impredecibles e inestables, y son utilizados en transmisiones televisivas. Con algunas mejoras, MPEG-2 es también el estándar actual de las transmisiones en HDTV. Un descodificador que cumple con el estándar MPEG-2 deberá ser capaz de reproducir MPEG-1.
MPEG-2 audio, definido en la Parte 3 del estándar, mejora a MPEG-1 audio al alojar la codificación de programas de audio con más de dos canales. La parte 3 del estándar admite que sea hecho retro-compatible, permitiendo que descodificadores MPEG-1 audio puedan descodificar la componente estéreo de los dos canales maestros, o en una manera no retro-compatible, la cual permite a los codificadores hacer un mejor uso del ancho de banda disponible. MPEG-2 soporta varios formatos de audio, incluyendo MPEG-2 AAC.

## El estándar MPEG-2
Información general acerca de MPEG-2 Video y MPEG-2 Audio excluyendo las modificaciones cuando es usado en DVD / DVB.
Un Flujo de Sistema MPEG-2 típico consta de dos elementos:
video data + time stamps 
audio data + time stamps

## Codificación de vídeo MPEG-2 (simplificado)
MPEG-2 es para la codificación genérica de imágenes en movimiento y el audio asociado que crea un flujo de vídeo mediante tres tipos de datos de marco (cuadros intra, cuadros posteriores predecibles y cuadros predecibles bi-direccionales) arreglados en un orden específico llamado “La estructura GOP”(GOP = Group Of Pictures o grupo de imágenes).
Generalmente el material originado es una secuencia de vídeo a una resolución de píxeles pre-fijada a 25 o 29,97 cuadros por segundo con sonido.
MPEG-2 admite flujos de vídeo escaneado de manera tanto progresiva como entrelazada. En flujos de escaneo progresivo, la unidad básica de codificación es un campo. En la discusión de abajo, los términos genéricos “cuadro” e “imagen” se refieren tanto a los campos o cuadros, dependiendo del tipo de flujo.
El flujo MPEG-2 está hecho de una serie de cuadros de imágenes codificadas. Las tres maneras de codificar una imagen son: intra-codificado (I cuadro), predecible posterior (P cuadro) y predecible bi-direccional (B cuadro).
La imagen del vídeo es separada en dos partes: luminancia (Y) y croma (también llamada señales de diferencia de color U y V) a su vez, son divididos en “Macro-bloques” los cuales son la unidad básica dentro de una imagen. Cada macro-bloque es dividido en cuatro 8X8 bloques de luminancia. El número de bloques de croma 8X8's depende del formato de color de la fuente. Por ejemplo en el formato común 4:2:0 hay un bloque de croma por macro-bloque por cada canal haciendo un total de seis bloques por macro-bloque.
En el caso de los cuadros I, la verdadera información de imagen pasada a través del proceso codificador descrito abajo, los cuadros P y B primero son sujetos a un proceso de “compensación de movimiento”, en el cual son co-relacionados con la imagen previa (y en el caso del cuadro B, la siguiente). Cada macro-bloque en la imagen P o B es entonces asociada con un área en la imagen previa o siguiente que este bien correlacionada con alguna de estas. El "vector de movimiento" que mapea el macro-bloque con su área correlacionada es codificado, y entonces la diferencia entre las dos áreas es pasada a través del proceso de codificación descrito abajo.
Cada bloque es procesado con una transformada coseno discreta (DCT) 8X8 . El coeficiente DCT resultante es entonces cuantificado de acuerdo a un esquema predefinido, reordenado a una máxima probabilidad de una larga hilera de ceros, y codificado. Finalmente, se aplica un algoritmo de codificación Huffman de tabla fija.
Los cuadros I codifican redundancia espacial, mientras que los cuadros B y P codifican redundancia temporal. Debido a que los marcos adyacentes son a menudo bien co-relacionados, los cuadros P pueden ser del 10% del tamaño de un cuadro I, y el cuadro B al 2% de su tamaño.
La secuencia de diferentes tipos de marcos es llamada“la estructura de grupos de imágenes”(GOP). Hay muchas estructuras posibles pero una común es la de 15 marcos de largo, y tiene la secuencia I_BB_P_BB_P_BB_P_BB_P_BB_. Una secuencia similar de 12 marcos es también común. La relación de cuadros I, P y B en “la estructura GOP es determinado por la naturaleza del flujo de vídeo y el ancho de banda que constriñe el flujo, además el tiempo de codificación puede ser un asunto importante. Esto es particularmente cierto en las transmisiones en vivo y en ambientes de tiempo real con Fuentes de cómputo limitados, un flujo que contenga varios cuadros B puede tomar tres veces más tiempo para codificar que un archivo que sólo contenga cuadros I.
La tasa de bit de salida de un codificador MPEG-2 puede ser constante (CBR) o variable (VBR), con un máximo determinado por el reproductor – por ejemplo el máximo posible en un DVD de película es de 10.4 Mbit/s. Para lograr una tasa de bits constante el grado de cuantificación es alterado para lograr la tasa de bits requerida. Incrementar la cuantificación hace visible un defecto cuando el vídeo es descodificado, 
Generalmente en la forma de “amosaicamiento”, donde las discontinuidades en los filos de los macro-bloques se hace más visible como reducción de la tasa de bits.

## Codificación de audio MPEG-2.
MPEG-2 además introduce nuevos métodos de codificación de audio. Estos son:
Baja tasa de bits de codificación con tasas de muestreo divididas (MPEG-1 capa 1/2/3 LSF) 
Codificación multi-canal hasta 6 canales (5.1)
- MPEG-2/MC: Surround tipo teatro.
  - 5 canales de audio, izquierdo, derecho, centro, atrás-izquierdo y atrás-derecho.
  - Cuenta con 5 modos diferentes, mono, estéreo, 3 canales, 4 canales y 5 canales.
  - Surround estéreo de 5 los 5 canales (640 Kbps)
- MPEG-2/LSF (Baja frecuencia de muestreo: 16K, 22K, 24K)
- MPEG-2/AAC
  - Canales 7.1
  - Más complejidad.

## Compatibilidad
MPEG-2 provee compatibilidad tanto hacia atrás (MPEG-2 decodifica MPEG-1) como hacia adelante (MPEG-1 decodifica parte de MPEG-2)

## MPEG-2 En SVCD
Restricciones adicionales y modificaciones de MPEG-2 en SVCD:
- Resolución
  - 480 x 480 píxeles NTSC (USA, Japón)
  - 480 x 576 píxeles PAL (Europa)
- Relación de aspecto 
  - 4:3
- Tasa de fotogramas
  - 59.94 campos/s, 29.97 fotogramas/s (NTSC)
  - 50 campos/s, 25 fotogramas/s (PAL) )
- Tasa de bits de audio + vídeo 
  - Pico 2.52 Mbit/s
  - Mínimo 300 Kbit/s
  - YUV 4:2:0
- Audio
  - MPEG-1 capa 2 (MP2): 44.1kHz, 224 Kbit/s, Estéreo
- Estructura GOP
  - Debe salir secuencia de Encabezado para cada GOP
  - No hay límite máximo de GOP

## MPEG-2 En DVD
Restricciones adicionales y modificaciones de MPEG-2 en DVD:
Resolución de Video:
- NTSC (USA, Japón) Píxeles
  - 720 x 480
  - 704 x 480
  - 352 x 480
  - 352 x 240

- PAL (Europa) Píxeles
  - 720 x 576
  - 704 x 576
  - 352 x 576
  - 352 x 288

- Relación de aspecto 
  - 4:3
  - 16:9

- Tasa de fotogramas 
  - 59.94 campos/s
  - 50 campos/s
  - 23.976 fotogramas/s (con banderas de 3:2)
  - 29.97 fotogramas/s (NTSC)
  - 25 fotogramas/s (PAL)

- Audio:
  - Linear Pulse Code Modulation (Código de Pulsos Modulado Lineal = LPCM): 48kHz o 96kHz, 16 bit, 2 canales(Estéreo)
  - MPEG-1 Capa 2 (MP2): 48kHz, hasta 7.1 canales (requerido en reproductores PAL)
  - Dolby Digital (DD): 48kHz, 448 kbit/s, hasta 5.1 canales
  - Digital Theater Systems (Sistema de Teatro Digital = DTS): 754 kbit/s o 1510 kbit/s (no requerido para cumplir con el reproductor)
  - Debe haber al menos una pista de audio que no sea DTS (ni MP2 para NTSC)

- Tasa de bits de audio + vídeo:
  - Buffer máximo promedio de 9.8 Mbit/s
  - Pico 15 Mbit/s
  - Mínimo 300 Kbit/s
  - YUV 4:2:0

- Posibilidad de subtítulos opcionales 
  - Closed captioning (sólo en NTSC)

- Estructura GOP 
  - Debe salir secuencia de Encabezado para cada GOP
  - 18 marcos máximos por GOP
  - Closed GOP requerido para DVD multi ángulo

## MPEG-2 en DVB
Restricciones y modificaciones adicionales para DVB-MPEG.
Restringido a una de las siguientes resoluciones:
- 720 × 480 píxel, 24/1.001, 24, 30/1.001 o 30 fotogramas/s
- 640 × 480 píxel, 24/1.001, 24, 30/1.001 o 30 fotogramas/s
- 544 × 480 píxel, 24/1.001, 24, 30/1.001 o 30 fotogramas/s
- 480 × 480 píxel, 24/1.001, 24, 30/1.001 o 30 fotogramas/s
- 352 × 480 píxel, 24/1.001, 24, 30/1.001 o 30 fotogramas/s
- 352 × 240 píxel, 24/1.001, 24, 30/1.001 o 30 fotogramas/s
- 720 × 576 píxel, 25 fotogramas/s
- 544 × 576 píxel, 25 fotogramas/s
- 480 × 576 píxel, 25 fotogramas/s
- 352 × 576 píxel, 25 fotogramas/s
- 352 × 288 píxel, 25 fotogramas/s
- 352 × 576 píxel, 25 fotogramas/s
- 352 × 288 píxel, 25 fotogramas/s

## MPEG-2 en ATSC y ISDB-T
Restringido a una de las siguientes resoluciones
- 1920 × 1080 píxeles, hasta 60 campos/s (1080i)
- 1280 × 720 píxeles, hasta 60 cuadros/s (720p)
- 720 × 576 píxeles, hasta 50 campos/s, 25 fotogramas/s (576i, 576p)
- 720 × 480 píxeles, hasta 60 campos/s, 30 fotogramas/s (480i, 480p)
- 640 × 480 píxeles, hasta 60 fotogramas/s

Nota: 1080i está codificado con cuadros de 1920×1088 píxeles, sin embargo las últimas 8 líneas se descartan antes de ser mostradas.

## Retenedores de patente
Aproximadamente 640 patentes mundiales conforman la propiedad intelectual completa que rodea a MPEG-2, éstas están retenidas por alrededor de 20 corporaciones y una universidad:
- Alcatel
- Canon Inc.
- Columbia University
- France Télécom (CNET)
- Fujitsu
- General Electric Capital Corporation
- General Instrument Corp.
- GE Technology Development, Inc.
- Hitachi, Ltd.
- KDDI Corporation (KDDI)
- Lucent Technologies
- LG Electronics Inc.
- Matsushita / Panasonic
- Mitsubishi
- Nippon Telegraph and Telephone Corporation (NTT)
- Philips
- Robert Bosch GmbH
- Samsung
- Sanyo Electric Co. Ltd.
- Scientific Atlanta (hoy parte de Cisco Systems)
- Sharp
- Sony
- Thomson Licensing S.A.
- Toshiba
- Victor Company of Japan, Limited (JVC)